# Chittagong
Chittagong (tiếng Bengal: চট্টগ্রাম, phát âm tiếng Bengal: [tʃɔt̠t̠ɔgram]) thành phố cảng phía Đông Nam của Bangladesh, bên sông Karnaphuli, gần Vịnh Bengal. Thành phố là trung tâm thương mại cho vùng nông nghiệp xung quanh sản xuất đay, gunny (một loại sợi thô), trà và da sống. Thành phố có Đại học Chittagong (1966). Chittagong đã trở thành một trung tâm thương mại quan trọng dưới thời cai trị của người Bồ Đào Nha thế kỷ 16. Nó đã trở thành một thuộc địa của Công ty Đông Ấn Anh giữa thời kỳ 1760 và 1765. Ban đầu là một phần của Arakan, sáu mươi năm sau hoàng đế của Miến Điện tuyên bố đây là một phần đất phụ thuộc của lãnh thổ mình. Lời tuyên bố là một trong những nguyên nhân gây ra Chiến tranh Miến Điện-Anh năm 1824. Chittagong đã là một phần của Pakistan từ năm 1947 đến 1971, khi nó trở thành một phần của quốc gia mới độc lập Bangladesh.
Bến cảng tự nhiên của Chittagong là một cửa ngõ cổ xưa đến vùng Bengal. Nó được ghi nhận là một trong những bến cảng lớn nhất của Đông bởi nhà địa lý La Mã Ptolemy vào thế kỷ thứ nhất. Là một phần của truyền thống đi biển phong phú của người Bengal, bờ biển Chittagong đã được định cư và cai trị bởi các vương quốc Ấn Độ và Bengal. Các nhà kinh doanh Ả Rập nhìn thấy đồng tiền phát triển, ngân hàng và vận chuyển ở Chittagong trong thế kỷ thứ 9. Những người theo Hồi giáo đầu tiên đã thiết lập sự thống trị của cảng như một trung tâm buôn bán hàng hải, trong khi Arakan, Bengal và Tripura cạnh tranh để kiểm soát vùng nội địa rộng lớn hơn. Sự chinh phục của người Hồi giáo diễn ra vào thế kỷ 14. Chittagong trở thành cảng chính của Vương quốc Hồi giáo Bengal. Nó được nhiều nhà thám hiểm hàng đầu thế giới sử dụng, bao gồm Ibn Battuta và Niccolò de 'Conti. Sau đó, Mrauk U, với sự trợ giúp từ các trụ sở thương mại Bồ Đào Nha, đã giành quyền kiểm soát khu vực này. Cuộc chinh phục Mughal của Chittagong đã tái lập lại quyền kiểm soát của Bengal và mở ra kỷ nguyên ổn định và thương mại. Thành phố được đổi tên thành Islamabad. Lịch sử đa dạng này được phản ánh qua phương ngữ Chittagonian ở vùng nông thôn của Bengali, vốn có nguồn gốc từ tiếng Ả rập gần 50%, cũng như từ vay mượn của Ba Tư và Ba Tư.
Bắt đầu vào năm 1760, được chuyển nhượng cho Công ty Đông Ấn Anh, Chittagong đã trở thành cảng chính của Đông Bengal và Assam thuộc Vương quốc Anh, cũng như một trung tâm đường sắt. Một cuộc nổi dậy chống thực dân nổi bật đã diễn ra vào năm 1930. Đây là một căn cứ quan trọng cho Lực lượng Đồng Minh trong Chiến dịch Miến Điện trong Thế chiến II. Công nghiệp hóa nhanh chóng theo sau chiến tranh, như Chittagong đã trở thành một phần của Đông Pakistan. Trong cuộc chiến giải phóng Bangladesh năm 1971, Chittagong là nơi tuyên bố độc lập của đất nước.
Chittagong hiện đại là một trung tâm kinh tế quan trọng ở Nam Á. Đây là nơi có Sở Giao dịch Chứng khoán Chittagong và nhiều công ty lâu đời nhất và lớn nhất của Bangladesh. Cảng Chittagong là cảng biển quốc tế lớn nhất trên Vịnh Bengal. Đây là căn cứ lớn nhất của Hải quân Bangladesh. Tuy nhiên, mặc dù GDP của một thành phố lớn ở khu vực Nam Á đang tăng cao và đang phát triển và là một trong những thành phố phát triển nhanh nhất trên thế giới, tỷ lệ đói nghèo là 11,3% vào năm 2010. Chittagong nổi tiếng là Một thành phố khá sạch sẽ, nhưng vẫn phải đối mặt với những vấn đề về hậu cần và kinh tế xã hội. Vùng nội địa miền núi Chittagong là vùng đa dạng sinh học nhất Bangladesh, với 2.000 loài thực vật đặc hữu và các động vật hoang dã đang bị đe dọa nghiêm trọng.

## Kinh tế
Chittagong tạo ra 40% sản lượng công nghiệp của Bangladesh, 80% thương mại quốc tế và 50% thu ngân sách của chính phủ. Sở Giao dịch Chứng khoán Chittagong có hơn 700 công ty niêm yết, với mức vốn hóa thị trường là 32 tỷ đô la Mỹ vào tháng 6 năm 2015. Thành phố này là nơi có nhiều tập đoàn lớn nhất và lâu đời nhất của đất nước.
Cảng Chittagong đã thông qua lượng hàng hóa trị giá 60 tỷ USD thương mại trong năm 2011, đứng thứ 3 ở Nam Á sau cảng Mumbai và cảng Colombo.

## Khí hậu
Khí hậu nhiệt đới gió mùa
| Dữ liệu khí hậu của Chittagong                                                                             | Dữ liệu khí hậu của Chittagong | Dữ liệu khí hậu của Chittagong | Dữ liệu khí hậu của Chittagong | Dữ liệu khí hậu của Chittagong | Dữ liệu khí hậu của Chittagong | Dữ liệu khí hậu của Chittagong | Dữ liệu khí hậu của Chittagong | Dữ liệu khí hậu của Chittagong | Dữ liệu khí hậu của Chittagong | Dữ liệu khí hậu của Chittagong | Dữ liệu khí hậu của Chittagong | Dữ liệu khí hậu của Chittagong | Dữ liệu khí hậu của Chittagong |
| Tháng | 1                              | 2                              | 3                              | 4                              | 5                              | 6                              | 7                              | 8                              | 9                              | 10                             | 11                             | 12                             | Năm                            |
| --- | ------------------------------ | ------------------------------ | ------------------------------ | ------------------------------ | ------------------------------ | ------------------------------ | ------------------------------ | ------------------------------ | ------------------------------ | ------------------------------ | ------------------------------ | ------------------------------ | ------------------------------ |
| Cao kỉ lục °C (°F)                                                                                         | 31.7 (89.1)                    | 33.9 (93.0)                    | 37.2 (99.0)                    | 38.9 (102.0)                   | 36.7 (98.1)                    | 36.7 (98.1)                    | 34.4 (93.9)                    | 33.9 (93.0)                    | 35.0 (95.0)                    | 34.4 (93.9)                    | 34.9 (94.8)                    | 31.1 (88.0)                    | 38.9 (102.0)                   |
| Trung bình ngày tối đa °C (°F)                                                                             | 26.0 (78.8)                    | 28.0 (82.4)                    | 30.6 (87.1)                    | 31.8 (89.2)                    | 32.3 (90.1)                    | 31.5 (88.7)                    | 30.9 (87.6)                    | 31.1 (88.0)                    | 31.6 (88.9)                    | 31.5 (88.7)                    | 29.8 (85.6)                    | 27.0 (80.6)                    | 30.2 (86.4)                    |
| Trung bình ngày °C (°F)                                                                                    | 20.0 (68.0)                    | 22.1 (71.8)                    | 25.5 (77.9)                    | 27.6 (81.7)                    | 28.5 (83.3)                    | 28.4 (83.1)                    | 28.0 (82.4)                    | 28.1 (82.6)                    | 28.3 (82.9)                    | 27.8 (82.0)                    | 25.1 (77.2)                    | 21.3 (70.3)                    | 25.9 (78.6)                    |
| Tối thiểu trung bình ngày °C (°F)                                                                          | 13.9 (57.0)                    | 16.2 (61.2)                    | 20.3 (68.5)                    | 23.4 (74.1)                    | 24.7 (76.5)                    | 25.2 (77.4)                    | 25.1 (77.2)                    | 25.1 (77.2)                    | 25.1 (77.2)                    | 24.0 (75.2)                    | 20.3 (68.5)                    | 15.6 (60.1)                    | 21.6 (70.9)                    |
| Thấp kỉ lục °C (°F)                                                                                        | 5.2 (41.4)                     | 6.6 (43.9)                     | 10.2 (50.4)                    | 13.6 (56.5)                    | 14.3 (57.7)                    | 18.1 (64.6)                    | 19.4 (66.9)                    | 19.9 (67.8)                    | 17.2 (63.0)                    | 12.7 (54.9)                    | 10.0 (50.0)                    | 7.5 (45.5)                     | 5.2 (41.4)                     |
| Lượng Giáng thủy trung bình mm (inches)                                                                    | 5.6 (0.22)                     | 24.4 (0.96)                    | 54.7 (2.15)                    | 147.4 (5.80)                   | 298.6 (11.76)                  | 607.3 (23.91)                  | 727.0 (28.62)                  | 530.6 (20.89)                  | 259.3 (10.21)                  | 184.8 (7.28)                   | 67.5 (2.66)                    | 11.9 (0.47)                    | 2.919,1 (114.93)               |
| Số ngày giáng thủy trung bình                                                                              | 1                              | 2                              | 4                              | 8                              | 13                             | 16                             | 19                             | 17                             | 13                             | 7                              | 3                              | 1                              | 104                            |
| Độ ẩm tương đối trung bình (%)                                                                             | 73                             | 70                             | 74                             | 77                             | 79                             | 83                             | 85                             | 85                             | 83                             | 81                             | 78                             | 75                             | 79                             |
| Số giờ nắng trung bình tháng                                                                               | 264.1                          | 244.3                          | 276.4                          | 242.7                          | 227.2                          | 116.7                          | 105.1                          | 124.4                          | 166.7                          | 218.2                          | 241.3                          | 245.5                          | 2.472,6                        |
| Nguồn 1: Bangladesh Meteorological Department                                                              |                                |                                |                                |                                |                                |                                |                                |                                |                                |                                |                                |                                |                                |
| Nguồn 2: Sistema de Clasificación Bioclimática Mundial (extremes), Deutscher Wetterdienst (sun, 1961–1990) |                                |                                |                                |                                |                                |                                |                                |                                |                                |                                |                                |                                |                                |